# Cryptanthus dorothyae
Cryptanthus dorothyae är en gräsväxtart som beskrevs av Elton Martinez Carvalho Leme. Cryptanthus dorothyae ingår i släktet Cryptanthus, och familjen Bromeliaceae. Inga underarter finns listade i Catalogue of Life.